# Флешбек (фільм, 2020)
Флешбек (або вибір Фредеріка Фітцелла — The Education of Fredrick Fitzell) — канадський драматичний трилер 2020 року. Режисер Крістофер МакБрайд; він же сценарист. Продюсери Лі Кім та Расселл Екерман. Світова прем'єра відбулася 8 жовтня 2020 року; прем'єра в Україні — 24 червня 2021-го.

## Зміст
Завжди настає день, коли перед нами постає вибір. Втілення бажань та шалене життя або стабільність? Робота у великій корпорації, родина або свобода реалізації? Як правильно зробити вибір?
Головний герой опиняється поза часом і простором свого минулого і майбутнього — де йому належить зробити вибір.

## Знімались
- Лійса Репо-Мартелл
- Ділан О'Браєн
- Ханна Гросс
- Аманда Брюгел
- Майка Монро
- Аарон Пул
- Еморі Коен
- Джилл Фрапп'є